# Szilvapárlat

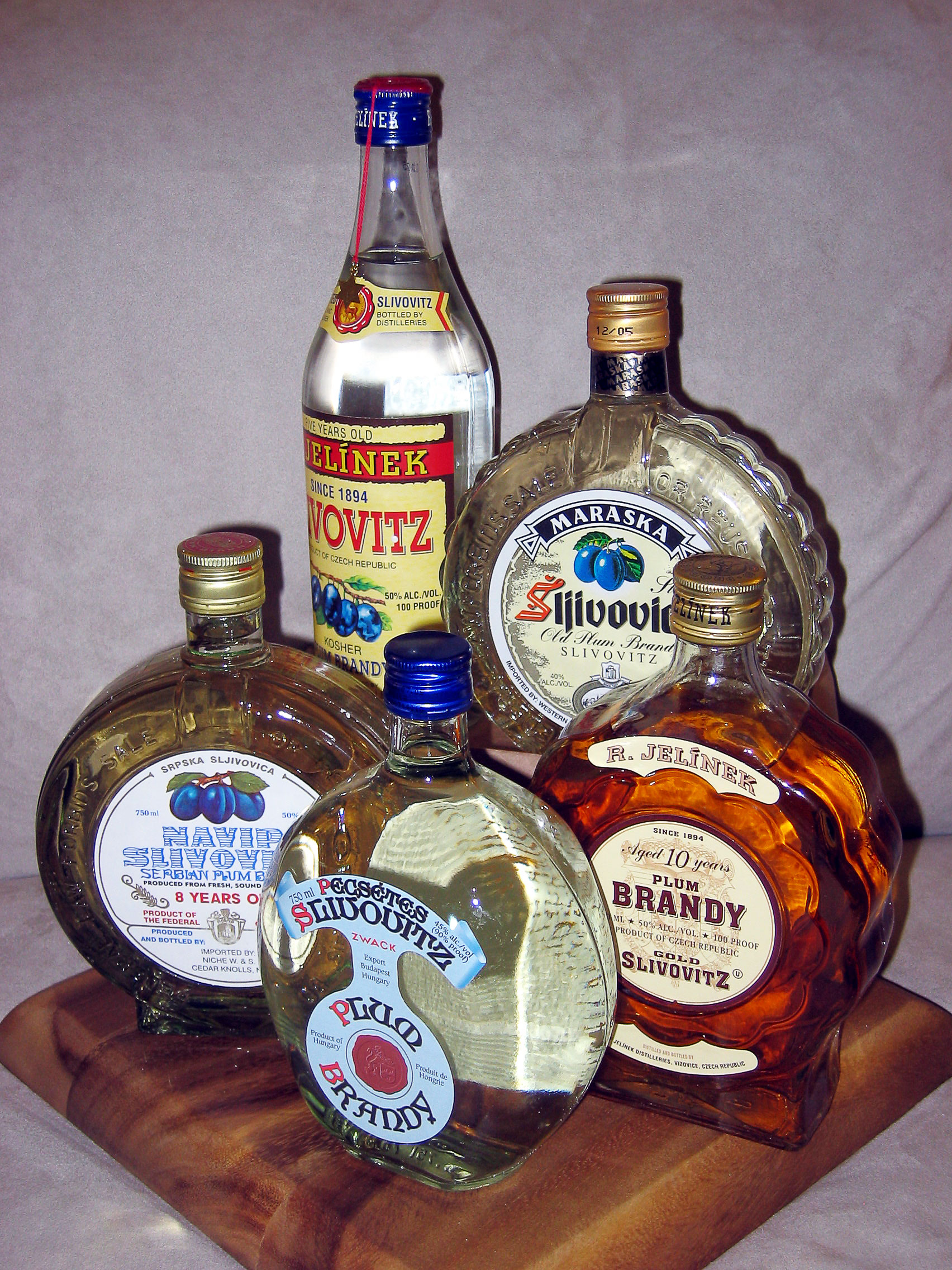
Különböző közép- és kelet-európai szilvapárlatok.

A szilvapárlat olyan égetett szesz, melyet a nemes szilva gyümölcsének megerjesztett cefréjéből, ritkábban mustjából párolnak le. Európa-szerte az egyik legrégebbi és az egyik leggyakoribb gyümölcspárlattípus. Az Európai Unióban kilenc ország rendelkezik eredetvédett szilvapárlatokkal. Általában érlelés nélkül, néhány hetes pihentetés után palackozzák, de időnként akár éveken át érlelik fahordóban.
Régies magyar nevei a sligovica és a szilvórium. Eredetileg a szilvapálinka kifejezés is egyszerűen szilvapárlatot jelentett, a pálinka eredetvédelmének értelmében azonban ma már csak a magyar szilvapárlatokat jelöli.

## Slivovitz
A slivovitz nemzetközi fogalom, mely alatt általában a közép- és kelet-európai szilvapárlatokat értik, gyakran a magyar szilvapálinkát is. Eredete a szerbhorvát šljivovica (szilvapárlat), mely a legtöbb európai szilvapárlatfőző nemzet nyelvében meghonosult:  bolgárul: сливовица/slivovica, csehül: slivovice, lengyelül: śliwowica, magyarul: sligovica, németül: Sliwowitz, románul: șliboviță, szlovákul: slivovica, szlovénül: slivovka.
A slivovitz megnevezés az Európai Unióban is használható a szilvapárlat jelölésére. A múltban gyakran megjelent az exportra szánt magyar szilvapálinkák címkéjén is. A pálinka eredetvédelme óta a legtöbb gyártója a szilvapálinkát is egyedi, az egyéb szilvapárlatokkal nem összetévesztendő termékként igyekszik népszerűsíteni, de legalább egy magyar szilvapálinkát még mindig slivovitzként forgalmaznak az Egyesült Államokban, és a magyarországi kiadásán is szerepel a kifejezés.

## Szerbia
Szerbiában a šljivovica nemzeti ital. Az éves szilvatermés mintegy 70%-át, kb. 424 300 tonna szilvát dolgoznak fel šljivovicának. A šumadija-tea a forralt borhoz vagy a groghoz hasonló ital, amely forralással készül hígított šljivovicából, cukor és szegfűszeg hozzáadásával.
A jugoszláv utódállamokban rakija (égetett szesz) rendelése esetén legtöbbször šljivovicát kapunk. Szaunákban is felhasználják illatosításra. Eredetileg feketeszilvából főzték, de napjainkban más szilvafajtákat is felhasználnak készítéséhez. Egyes változatait érlelik, erre a célra tölgy-, fehérakác- ill. eperfahordókat használnak.
A šljivovica a šljiva (szilva) szóból ered. A szláv nyelvekben a gyümölcspárlatok neveit általában hasonlóan képzik. Szerbül például kajsija (kajszibarack) és kajsijevača (kajszibarackpárlat), kruška (körte) és kruškovača (körtepárlat), vagy višnja (meggy) és višnjevača (meggypárlat)).

## Magyarország
A pálinka magyar gyümölcspárlat, ami gyakran szilvából készül. A szilvapálinkát először Thököly Imre említi 1684-ben, majd a 18. század folyamán egyre több helyen jegyzik fel, 1787-ben pedig már nagy mennyiségű erdélyi silvóriumról számolnak be, és kisebb mennyiségben az egyéb gyümölcsök lepárlásáról is említést tesznek. A 20. századnál korábbi források nagyon ritkán említenek olyan jelentősebb mennyiségű gyümölcspálinkát, ami ne szilvából készült volna.
2004-ben a pálinka európai uniós eredetvédelmet kapott mint helyi gyümölcsökből készült magyar gyümölcspárlat – ezzel felváltva a pálinka korábbi, tág jelentését (égetett szesz). A szilvapálinkák közül regionális eredetvédelem alá esik a 19. században is neves szatmári szilvapálinka, illetve a 20. században megjelent békési szilvapálinka.

## Románia
Románia hagyományos szilvapárlata a țuică (ejtsd: cujka), amit horincă (ejtsd: horinkö) és turț (ejtsd: turc) néven is ismernek. A három elnevezés a román törvények szerint ugyanazon italtípus regionális változatait jelöli. Tizenhárom helyi változata áll uniós eredetvédelem alatt: 6 țuică néven (Aranyosmeggyes, Valea Milcovului, Bodzavásár, Curtea de Argeș, Zilah és Beszterce környékéről), 5 horincă néven (Máramaros, Komorzán, Szinérváralja, Kővárvidék és Oláhlápos) és 2 turț néven Avasság és Máramaros).
A szintén eredetvédett pălincă is lehet szilvapárlat, de egyéb gyümölcsből is készülhet.

## Egyéb eredetvédett szilvapárlatok
- Németország
  - Schwarzwälder Zwetschgenwasser, Fekete-erdő
  - Fränkisches Zwetschgenwasser, Frankföld
- Franciaország
  - quetsch d’Alsace, Elzász
- Luxemburg
  - eau-de-vie de quetsch de marque nationale luxembourgeoise[m 1]
- Olaszország:
  - Südtiroler zwetschgeler vagy zwetschgeler dell’Alto Adige, Trentino-Alto Adige
  - Sliwovitz del Veneto
  - Sliwovitz del Friuli-Venezia Giulia
  - Sliwovitz del Trentino-Alto Adige
  - Sliwovitz del Trentino.
- Szlovákia
  - bošácka slivovica, Bosác
- Bulgária
  - Троянска сливова ракия (trojanszka szlivova rakija), nemzetközileg troyanska slivova rakya, Trojan környékéről.
  - Ловешка сливова ракия (loveska szlivova rakija), nemzetközikeg loveshka slivova rakya, Lovecs környékéről.[1]

## Szabályozása
Az Európai Unióban a szilvapárlat kizárólag erjesztett szilvából vagy szilvamustból készülhet egyéb cukorforrások vagy alkohol hozzáadása nélkül. A párlatot úgy kell finomítani, hogy ne legyen 86%-nál magasabb alkoholtartalmú, és a szilva aromája, íze megnaradjon a párlatban. A szilvapárlat tiszta alkoholra átszámítva hektoliterenként maximum 1200 g metanolt tartalmazhat, azaz például egy liter 50%-os szilvapárlatban 6 gramm (0,75 centiliter) metanol engedélyezett. A szilvapárlat minimálisan édesíthető „a termék végső ízének lekerekítése érdekében”, illetve 1. osztályú, tiszta karamellel (e150a) színezhető. E szabályozás képzi az alapját az eredetvédett szilvapárlatok szabályozásának is,  ám ezek gyakran további, szigorúbb követelményekkel egészülnek ki.
A slivovice olyan cseh égetett szesz, amely lehet tiszta szilvapárlat, azonban az utolsó lepárlása előtt legfeljebb 30%-nyi finomszeszt is hozzá lehet adni. Ez esetben nem minősül szilvapárlatnak, és ha Csehországon kívül hozzák forgalomba, fel kell tüntetni az összetételét.
A szilvapárlat neve az Amerikai Egyesült Államokban plum brandy. Ennek készítésekor a szilvacefre vagy a szilvamust a tömege 20%-áig kiegészíthető kipréselt szilvával (azaz szilvatörköllyel) vagy 30%-ig szilvaborseprővel is. Lepárláskor legfeljebb 80% alkoholtartalmúra finomítható, efölött a nevét a neutral (semleges) jelzővel kell kiegészíteni. Ha a párlat savtartalma meghalad egy bizonyos értéket, illetve ha rossz minőségű (hibás, beteg, penészes, löttyedt) szilvából főzték, akkor a substandard (másodrangú, kifogásolható) jelzőt is fel kell tüntetni.